# Primera División 2014/15
Het seizoen 2014-2015 van de Primera División was het 84ste seizoen van de hoogste Spaanse voetbalcompetitie. Het seizoen begon op 23 augustus 2014 en eindigde op 24 mei 2015. Aan de competitie namen twintig clubs deel. Een seizoen eerder degradeerden CA Osasuna, Real Valladolid en Real Betis rechtstreeks uit de Primera División. Voor die teams kwamen SD Eibar, Deportivo de La Coruña en Córdoba CF in de plaats.
Atlético Madrid was de titelverdediger. Zoals in de voorgaande jaren voorzag Nike de wedstrijden van de officiële wedstrijdbal, het Incyte Liga BBVA-model dat gedurende het seizoen bij alle wedstrijden werd gebruikt. Na een sterk seizoen, waarin de club als dertiende eindigde, werd Elche CF aan het einde van de competitie, op vrijdag 5 juni 2015, door de Spaanse voetbalbond uit de hoogste afdeling gezet vanwege een schuld bij de belastingdienst.

## Teams
De volgende teams namen deel aan de Primera División tijdens het seizoen 2014/2015.
| Club                | Stad                  | Stadion                       | Capaciteit |
| ------------------- | --------------------- | ----------------------------- | ---------- |
| Almería             | Almería               | Estadio del Mediterráneo      | 22.000     |
| Athletic Bilbao     | Bilbao                | San Mamés                     | 53.332     |
| Atlético Madrid     | Madrid                | Estadio Vicente Calderón      | 54.851     |
| FC Barcelona        | Barcelona             | Camp Nou                      | 99.354     |
| Celta de Vigo       | Vigo                  | Estadio Balaídos              | 31.800     |
| Córdoba CF          | Córdoba               | Estadio Nuevo Arcángel        | 21.822     |
| Deportivo La Coruña | A Coruña              | Estadio Riazor                | 34.600     |
| Eibar               | Eibar                 | Estadio Municipal de Ipurua   | 5.250      |
| Elche               | Elche                 | Martínez Valero               | 36.017     |
| RCD Espanyol        | Cornellà de Llobregat | Estadi Cornellà-El Prat       | 40.500     |
| Getafe CF           | Getafe                | Coliseum Alfonso Pérez        | 17.700     |
| Granada CF          | Granada               | Estadio Nuevo Los Cármenes    | 16.200     |
| Levante UD          | Valencia              | Estadi Ciutat de València     | 25.534     |
| Málaga CF           | Málaga                | Estadio La Rosaleda           | 28.963     |
| Rayo Vallecano      | Madrid                | Estadio Teresa Rivero         | 15.500     |
| Real Madrid CF      | Madrid                | Estadio Santiago Bernabéu     | 85.454     |
| Real Sociedad       | San Sebastián         | Estadio Anoeta                | 32.076     |
| Sevilla FC          | Sevilla               | Estadio Ramón Sánchez Pizjuán | 45.500     |
| Valencia CF         | Valencia              | Estadio Mestalla              | 55.000     |
| Villarreal CF       | Villarreal            | Estadio El Madrigal           | 25.000     |

## Eindstand
| №  | Club                | WG | W  | G  | V  | DV  | DT | +/- | Punten |
| -- | ------------------- | -- | -- | -- | -- | --- | -- | --- | ------ |
|    | FC Barcelona        | 38 | 30 | 4  | 4  | 110 | 21 | +89 | 94     |
| 2  | Real Madrid         | 38 | 30 | 2  | 6  | 118 | 38 | +80 | 92     |
| 3  | Atlético Madrid     | 38 | 23 | 9  | 6  | 67  | 29 | +38 | 78     |
| 4  | Valencia CF         | 38 | 22 | 11 | 5  | 70  | 32 | +38 | 77     |
| 5  | Sevilla FC          | 38 | 23 | 7  | 8  | 71  | 45 | +26 | 76     |
| 6  | Villarreal CF       | 38 | 16 | 12 | 10 | 48  | 37 | +11 | 60     |
| 7  | Athletic Bilbao     | 38 | 15 | 10 | 13 | 42  | 41 | +1  | 55     |
| 8  | Celta de Vigo       | 38 | 13 | 12 | 13 | 47  | 44 | +3  | 51     |
| 9  | Málaga CF           | 38 | 14 | 8  | 16 | 42  | 48 | –6  | 50     |
| 10 | RCD Espanyol        | 38 | 13 | 10 | 15 | 47  | 51 | –4  | 49     |
| 11 | Rayo Vallecano      | 38 | 15 | 4  | 19 | 46  | 68 | –22 | 49     |
| 12 | Real Sociedad       | 38 | 11 | 13 | 14 | 44  | 51 | –7  | 46     |
| 13 | Elche CF            | 38 | 11 | 8  | 19 | 35  | 62 | –27 | 41     |
| 14 | Levante UD          | 38 | 9  | 10 | 19 | 34  | 67 | –33 | 37     |
| 15 | Getafe CF           | 38 | 10 | 7  | 21 | 33  | 64 | –31 | 37     |
| 16 | Deportivo La Coruña | 38 | 7  | 14 | 17 | 35  | 60 | –25 | 35     |
| 17 | Granada CF          | 38 | 7  | 14 | 17 | 29  | 64 | –35 | 35     |
| 18 | SD Eibar            | 38 | 9  | 8  | 21 | 34  | 55 | –21 | 35     |
| 19 | UD Almería          | 38 | 8  | 8  | 22 | 35  | 64 | –29 | 32     |
| 20 | Córdoba CF          | 38 | 3  | 11 | 24 | 22  | 68 | –46 | 20     |

|  | Kwalificatie voor de groepsfase van de UEFA Champions League 2015/16   |
|  | Kwalificatie voor de play-offs van de UEFA Champions League 2015/16    |
|  | Kwalificatie voor de groepsfase van de UEFA Europa League 2015/16      |
|  | Kwalificatie voor de derde voorronde van de UEFA Europa League 2015/16 |
|  | Degradatie naar de Segunda División A                                  |

## Statistieken

### Topscorers
- In onderstaand overzicht zijn alleen de spelers opgenomen met tien of meer treffers achter hun naam.

| №  | Naam              | Club               | Goals | Pen. | Duels | Gem. |
| -- | ----------------- | ------------------ | ----- | ---- | ----- | ---- |
| 1  | Cristiano Ronaldo | Real Madrid        | 48    | 10   | 35    | 1,37 |
| 2  | Lionel Messi      | Barcelona          | 43    | 5    | 38    | 1,13 |
| 3  | Neymar            | Barcelona          | 22    | 1    | 33    | 0,67 |
| 4  | Antoine Griezmann | Atlético Madrid    | 22    | 0    | 37    | 0,59 |
| 5  | Carlos Bacca      | Sevilla            | 20    | 6    | 37    | 0,54 |
| 6  | Aritz Aduriz      | Athletic de Bilbao | 18    | 5    | 31    | 0,58 |
| 7  | Alberto Bueno     | Vallecano          | 17    | 2    | 36    | 0,47 |
| 8  | Luis Suarez       | Barcelona          | 16    | 0    | 27    | 0,59 |
| 9  | Karim Benzema     | Real Madrid        | 15    | 0    | 29    | 0,52 |
| 10 | Jonathas          | Elche              | 14    | 0    | 34    | 0,41 |
| 11 | Sergio García     | Espanyol           | 14    | 2    | 35    | 0,40 |
| 12 | James Rodríguez   | Real Madrid        | 13    | 0    | 29    | 0,45 |
| 13 | Gareth Bale       | Real Madrid        | 13    | 1    | 31    | 0,42 |
| 14 | Nolito            | Celta de Vigo      | 13    | 3    | 36    | 0,36 |
| 15 | Mario Mandzukic   | Atlético Madrid    | 12    | 3    | 28    | 0,43 |
| 16 | Luciano Vietto    | Villarreal         | 12    | 0    | 32    | 0,38 |
| 17 | Daniel Parejo     | Valencia           | 12    | 3    | 34    | 0,35 |
| 18 | Christian Stuani  | Espanyol           | 12    | 2    | 37    | 0,32 |
| 19 | Paco Alcácer      | Valencia           | 11    | 0    | 32    | 0,34 |
| 20 | Joaquín Larrivey  | Celta de Vigo      | 11    | 0    | 35    | 0,31 |
| 20 | David Barral      | Levante            | 11    | 2    | 35    | 0,31 |

1929 · 1929/30 · 1930/31 · 1931/32 · 1932/33 · 1933/34 · 1934/35 · 1935/36 · 1936/37 · 1937/38 · 1938/39 · 1939/40 · 1940/41 · 1941/42 · 1942/43 · 1943/44 · 1944/45 · 1945/46 · 1946/47 · 1947/48 · 1948/49 · 1949/50 · 1950/51 · 1951/52 · 1952/53 · 1953/54 · 1954/55 · 1955/56 · 1956/57 · 1957/58 · 1958/59 · 1959/60 · 1960/61 · 1961/62 · 1962/63 · 1963/64 · 1964/65 · 1965/66 · 1966/67 · 1967/68 · 1968/69 · 1969/70 · 1970/71 · 1971/72 · 1972/73 · 1973/74 · 1974/75 · 1975/76 · 1976/77 · 1977/78 · 1978/79 · 1979/80 · 1980/81 · 1981/82 · 1982/83 · 1983/84 · 1984/85 · 1985/86 · 1986/87 · 1987/88 · 1988/89 · 1989/90 · 1990/91 · 1991/92 · 1992/93 · 1993/94 · 1994/95 · 1995/96 · 1996/97 · 1997/98 · 1998/99 · 1999/00 · 2000/01 · 2001/02 · 2002/03 · 2003/04 · 2004/05 · 2005/06 · 2006/07 · 2007/08 · 2008/09 · 2009/10 · 2010/11 · 2011/12 · 2012/13 · 2013/14 · 2014/15 · 2015/16 · 2016/17 · 2017/18 · 2018/19 · 2019/20 · 2020/21 · 2021/22 · 2022/23 · 2023/24 · 
2024/25

Europa: Champions League · Cup Winners Cup · UEFA Cup · UEFA Super Cup
Nationale competities:
Albanië · Andorra · Armenië · België · Bosnië en Herzegovina · Bulgarije · Cyprus · Denemarken · Duitsland · Engeland · Estland ('14 '15) · Faeröer ('14 '15) · Finland ('14 '15) · Frankrijk · Gibraltar · Griekenland · Hongarije · IJsland ('14 '15) · Ierland ('14 '15) · Israël · Italië · Kazachstan ('14 '15) · Kroatië · Letland ('14 '15) · Litouwen ('14 '15) · Luxemburg · Macedonië · Malta · Moldavië · Montenegro · Nederland · Noord-Ierland · Noorwegen ('14 '15) · Oekraïne · Oostenrijk · Polen · Portugal · Roemenië · Rusland · San Marino · Schotland · Servië · Slovenië · Slowakije · Spanje · Tsjechië · Turkije · Wales · Zweden ('14 '15) · Zwitserland
Europese competities: Super Cup 2015 · Champions League · Europa League